# استفان اسر
استفان اسر (انگلیسی: Stephan Waser; ۱۰ مارس ۱۹۲۰ – ۱۹ ژوئن ۱۹۹۲) از برندگان مدال‌های بازی‌های المپیک اهل سوئیس بود.